# James R. Schlesinger
James Rodney Schlesinger (15 tháng 2 năm 1929 - 27 tháng 3 năm 2014) là một nhà kinh tế học và chính khách Mỹ được biết đến với vai trò Bộ trưởng Bộ Quốc phòng Hoa Kỳ từ năm 1973 đến 1975 dưới thời Tổng thống Richard Nixon và Gerald Ford. Ông trở thành Bộ trưởng Năng lượng Hoa Kỳ đầu tiên dưới thời Jimmy Carter từ năm 1977 đến năm 1979.
Khi còn giữ chức Bộ trưởng Quốc phòng, ông phản đối việc ân xá cho những người trốn quân dịch và thúc đẩy phát triển các hệ thống vũ khí hạt nhân tiên tiến. Ngoài ra, sự ủng hộ của ông đối với máy bay cường kích A-10 và chương trình phát triển máy bay chiến đấu hạng nhẹ (sau này là F-16) giúp đảm bảo chúng được thực thi hoàn toàn.

## Tiểu sử và sự nghiệp
James Rodney Schlesinger sinh ra ở thành phố New York, là con của một gia đình người Do Thái gồm Rhea Lillian (née Rogen) và Julius Schlesinger. Mẹ của ông là một người nhập cư đến từ Litva, vốn là một phần của Đế chế Nga thời đó, còn gia đình của cha ông đến từ Áo. Ông cải đạo sang Giáo hội Luther trong những năm đầu 20 của mình. Schlesinger đã theo học Trường Horace Mann và Đại học Harvard, nơi ông có bằng đại học (1950), thạc sĩ (1952), và tiến sĩ (1956) ngành kinh tế. Từ năm 1955 đến năm 1963, ông giảng dạy kinh tế tại Đại học Virginia, và năm 1960 ông xuất bản cuốn sách Kinh tế Chính trị về An ninh Quốc gia. Năm 1963, ông chuyển đến RAND Corporation, nơi ông làm việc cho đến năm 1969, sau đó làm giám đốc nghiên cứu chiến lược.

### Chính quyền Nixon
Năm 1969, Schlesinger được bổ nhiệm vào chính quyền Richard Nixon với cương vị Phó Giám đốc của Văn phòng Ngân sách Chính phủ Hoa Kỳ, dành hầu hết thời gian nghiên cứu các vấn đề liên quan đến quốc phòng. Năm 1971, Tổng thống Nixon bổ nhiệm Schlesinger với tư cách là thành viên của Ủy ban Năng lượng nguyên tử (AEC) và chỉ định ông làm chủ tịch. Trong thời gian giữ chức danh này khoảng một năm rưỡi, Schlesinger đã tiến hành các thay đổi về cấu trúc và quản lý của AEC trong nỗ lực cải thiện hiệu quả cơ chế quản lý của cơ quan này. 

### Giám đốc CIA
Vào ngày 2 tháng 2 năm 1973, ông trở thành Giám đốc Cơ quan Tình báo Trung ương. Trong thời gian này, Schlesinger không được lòng các nhân viên CIA do ông đã tinh giản 7% số lượng nhân viên của cơ quan này, và bị coi là nhân vật trung thành với Nixon quá mức và tìm cách để đưa CIA về dưới quyền quản lý của Nixon. Sự bất đồng giữa Schlesinger và các nhân viên CIA lên cao đến mức ông đã cho đặt camera giám sát gần bức chân dung của ông tại trụ sở CIA ở Langley, Virginia, vì cho rằng các nhân viên bất mãn ở đây có thể phá hoại nó bất cứ lúc nào. 

## Bộ Quốc phòng (1973-1975)
Schlesinger đã rời CIA để trở thành Bộ trưởng Bộ Quốc phòng vào ngày 2 tháng 7, lúc ông 44 tuổi. Với tư cách là một giáo sư đại học và nhà nghiên cứu tại RAND, và là quan chức chính phủ ở ba cơ quan, ông đã có được một bản lý lịch ấn tượng về năng lực của ông trong các vấn đề an ninh quốc gia.

### Chiến lược hạt nhân
Ngay sau khi đảm nhiệm chức vụ, Schlesinger vạch ra các mục tiêu cơ bản hướng dẫn chính quyền của mình: duy trì "cơ chế bảo vệ mạnh mẽ"; "Đảm bảo sự cân bằng quân sự cần thiết để đủ sức răn đe và đảm bảo một nền hòa bình lâu dài hơn"; đảm bảo các thành viên của quân đội có được "sự tôn trọng, nhân phẩm và hỗ trợ mà họ đáng có"; Giả định "một nghĩa vụ... sử dụng tài nguyên của công dân chúng ta một cách khôn ngoan"; và "trở nên ngày càng mạnh mẽ so với các đối thủ tiềm tàng.... Chúng ta không được lép vế trên đất liền, trên biển hay trên không. Eli Whitney thuộc về chúng ta chứ không phải các quốc gia đối địch". Đặc biệt, Schlesinger đã cho thấy sự cần thiết, trong kỷ nguyên hậu chiến tranh Việt Nam, của việc khôi phục tinh thần và uy tín của quân đội; hiện đại hoá các học thuyết và chương trình chiến lược; đẩy mạnh nghiên cứu và phát triển; và đảm bảo ngân sách của Bộ Quốc phòng, thứ vốn đã bị giảm từ năm 1968.